# Challenger de Bratislava 2 2024
El torneo Bratislava Open 2024 fue un torneo de tenis perteneció al ATP Challenger Tour 2024 en la categoría Challenger 100. Se trató de la 5ª edición; el torneo tuvo lugar en la ciudad de Bratislava (Eslovaquia), desde el 10 hasta el 16 de junio de 2024 sobre pista de tierra batida al aire libre.

## Jugadores participantes del cuadro de individuales
| Preclasificado | País                  | Jugador            | Rank1 | Posición en el torneo |
| 1              | Bandera de Argentina  | Pedro Cachín       | 108   | Cuartos de final      |
| 2              | Bandera de España     | Albert Ramos       | 111   | Segunda ronda         |
| 3              | Bandera de Moldavia   | Radu Albot         | 140   | Primera ronda         |
| 4              | Bandera de Eslovaquia | Jozef Kovalík      | 145   | Semifinales           |
| 5              | Bandera de Hungría    | Zsombor Piros      | 154   | Primera ronda         |
| 6              | Bandera de España     | Oriol Roca Batalla | 164   | Primera ronda         |
| 7              | Bandera de Argentina  | Marco Trungelliti  | 169   | Segunda ronda         |
| 8              | Bandera de Portugal   | Jaime Faria        | 183   | Primera ronda         |

- 1 Se ha tomado en cuenta el ranking del 27 de mayo de 2024.

### Otros participantes
Los siguientes jugadores recibieron una invitación (wild card), por lo tanto ingresan directamente al cuadro principal (WC):
- Norbert Gombos
- Martin Kližan
- Jozef Kovalík

Los siguientes jugadores ingresan al cuadro principal tras disputar el cuadro clasificatorio (Q):
- Yankı Erel
- Sebastian Gima
- Martin Krumich
- Jérôme Kym
- Kamil Majchrzak
- Alexey Zakharov

## Campeones

### Individual Masculino
- Kamil Majchrzak derrotó en la final a  Henrique Rocha por 6–0, 2–6, 6–3

### Dobles Masculino
- Jakob Schnaitter /  Mark Wallner derrotaron en la final a  Miloš Karol /  Tomáš Láník por 6–4, 6–4